# Yamaska (Bas-Canada)
Yamaska est un district électoral de la Chambre d'assemblée du Bas-Canada ayant existé de 1830 à 1838.

## Histoire
Le district est créé lors de la refonte de la carte électorale de 1829 par division du district de Buckingham. Il s'agit d'un district représenté conjointement par deux députés, parfois d’allégeance différente. Il est suspendu de 1838 à 1841 en raison de la Rébellion des Patriotes.

## Liste des députés

### Siègeno1
| Années | Années      | Député                    | Parti       |
| ------ | ----------- | ------------------------- | ----------- |
|        | 1830 - 1834 | Joseph Badeaux            | Bureaucrate |
|        | 1834 - 1838 | Edmund Bailey O'Callaghan | Patriote    |

### Siègeno2
| Années | Années      | Député                               | Parti       |
| ------ | ----------- | ------------------------------------ | ----------- |
|        | 1830 - 1832 | Charles-Nicolas-Fortuné de Montenach | Indépendant |
|        | 1832 - 1834 | Léonard Godefroy de Tonnancour       | Patriote    |
|        | 1834 - 1838 | Léonard Godefroy de Tonnancour       | Patriote    |
|        | Indépendant | Léonard Godefroy de Tonnancour       |             |